# 新塞利夫卡 (伊茲梅爾區)
45°40′40″N 29°15′50″E / 45.67778°N 29.26389°E
新塞利夫卡（烏克蘭語：Новоселівка）是位於烏克蘭西南部的村莊，由敖德萨州伊茲梅爾區的基利亞市鎮負責管轄。該村處於基泰湖畔，始建1816年，面積2.72平方公里，海拔高度14米，2001年人口1,647。